# Saint-Cernin-de-Labarde
Saint-Cernin-de-Labarde è un comune francese di 210 abitanti situato nel dipartimento della Dordogna nella regione della Nuova Aquitania.

## Società

### Evoluzione demografica
Abitanti censiti